# Leucania zeae
Leucania zeae är en fjärilsart som beskrevs av Philogène Auguste Joseph Duponchel 1827. Leucania zeae ingår i släktet Leucania och familjen nattflyn. Inga underarter finns listade i Catalogue of Life.